# 盐街
盐街（Salzstraße）是德国弗赖堡旧城中心的一条东西向街道，西到贝托尔德喷泉，与约瑟夫皇帝大街相交。沿街设有电车轨道和人工街溪。

## 历史
盐街的名称来自于中世纪在此设立的盐栈。1770年，奥地利公主玛丽·安托瓦内特在前往巴黎与路易十六举行婚礼，途中住宿于此。

## 画廊

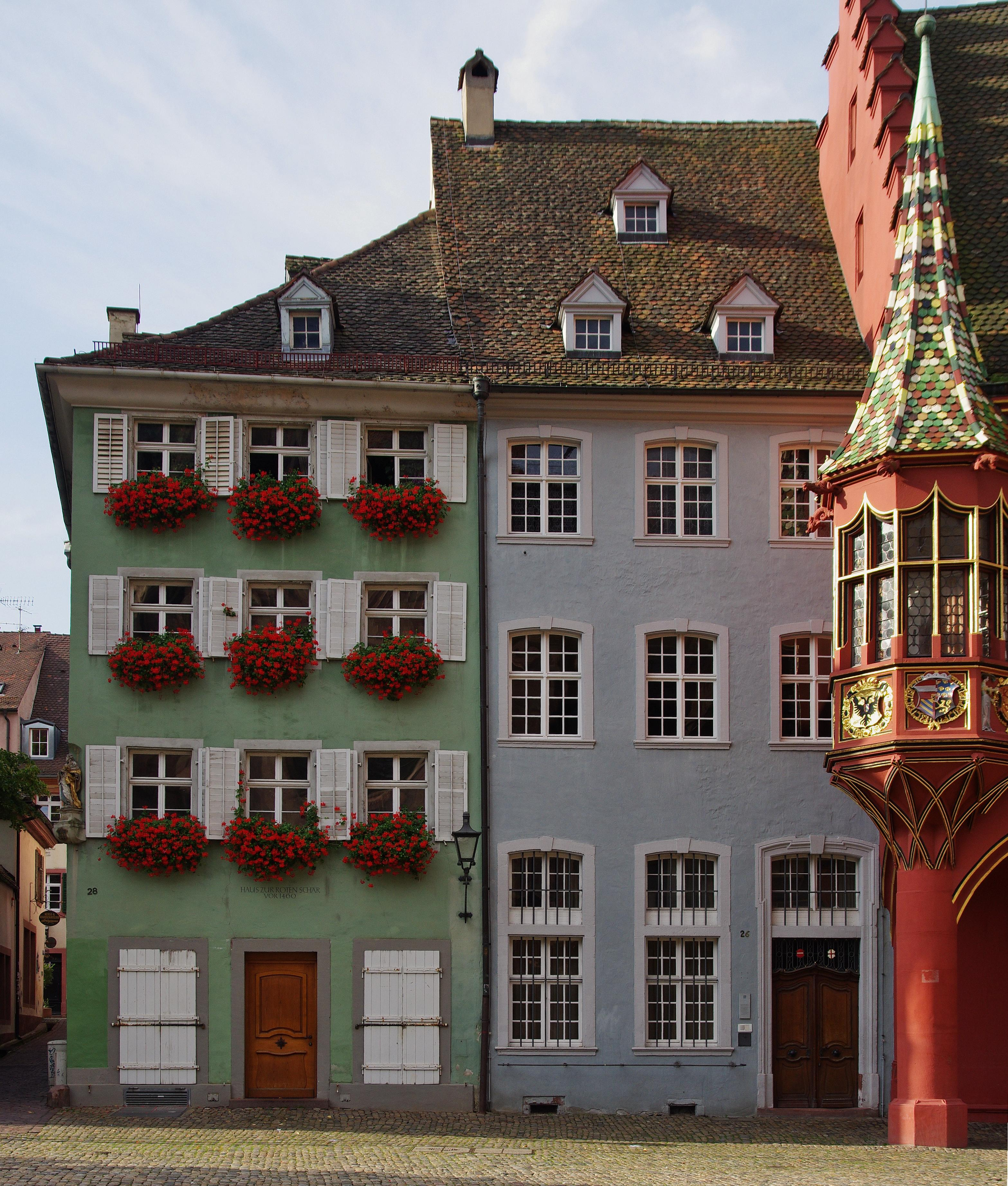
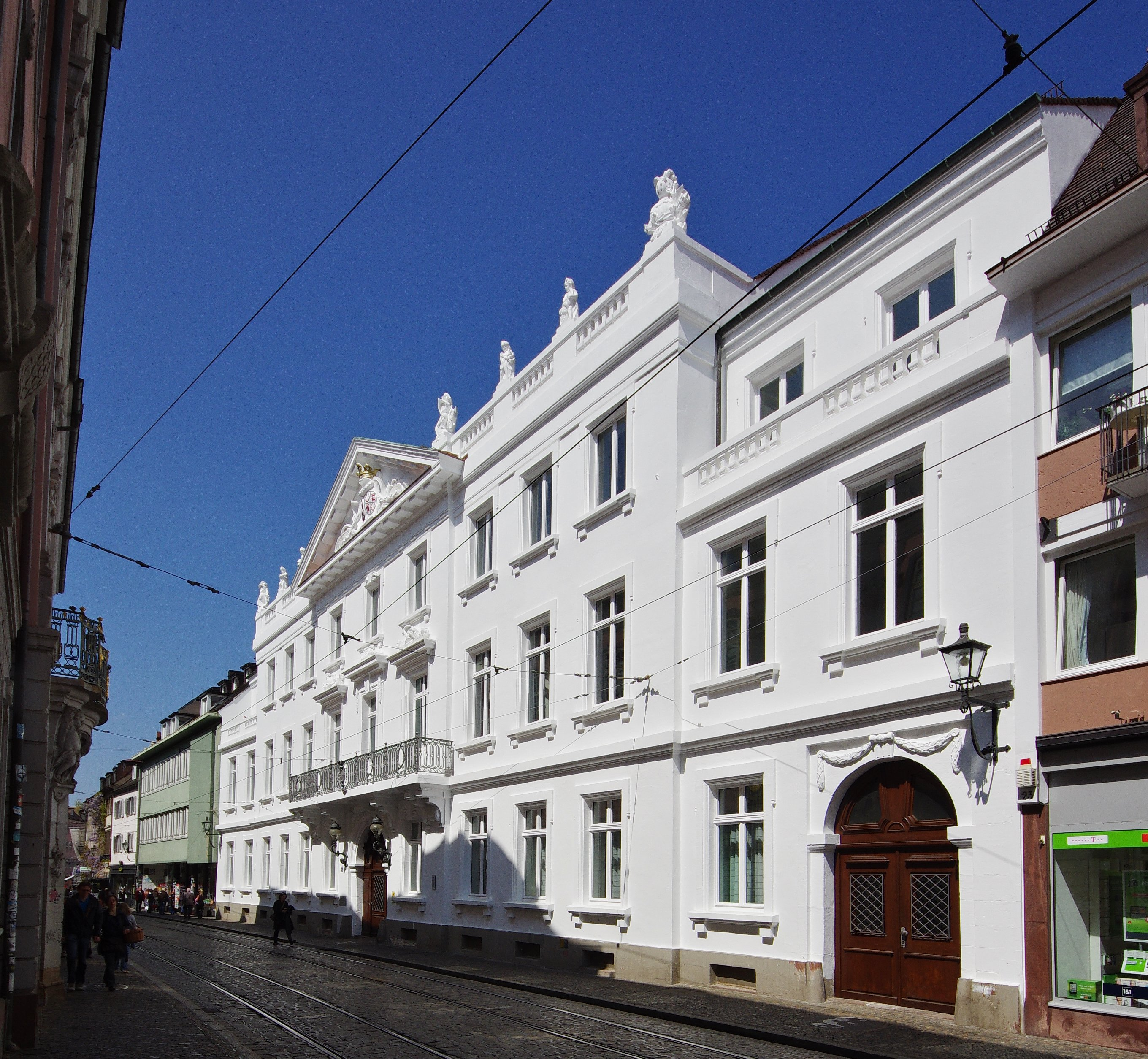
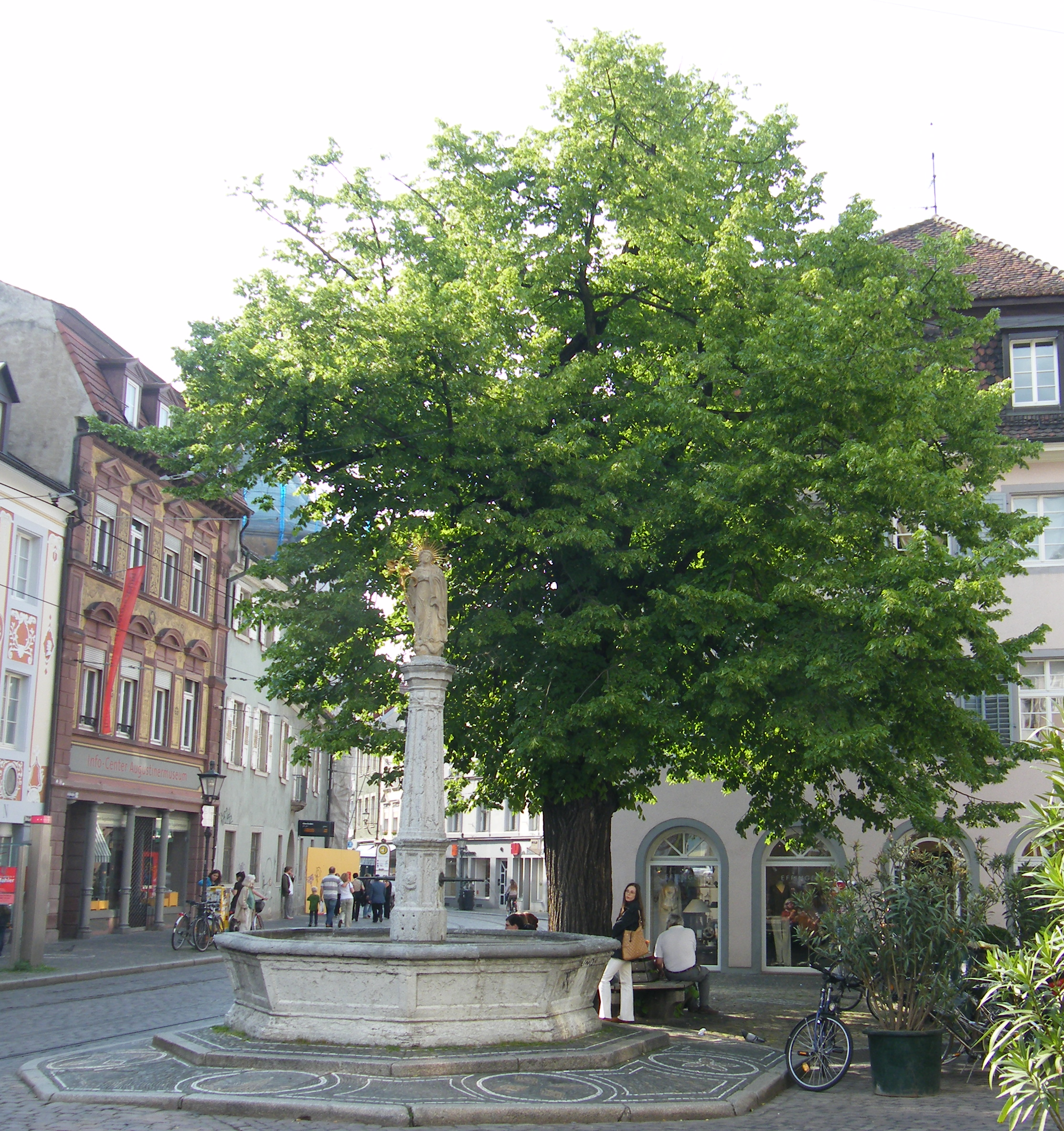